# Christian Liebig (Journalist)
Christian Liebig (* 31. März 1968 in Offenbach am Main; † 7. April 2003 in Bagdad) war ein deutscher Journalist.

## Wirken
Nach dem Wirtschaftsstudium wandte sich Liebig dem Journalismus zu. Er arbeitete unter anderem für die Neue Ruhr Zeitung, die Nachrichtenagentur Associated Press (AP) und zuletzt für das Nachrichtenmagazin Focus. Schwerpunkte von Liebigs Arbeit waren der Balkan, die Türkei und Afrika.
Als Embedded Journalist nahm er 2003 am Irak-Krieg teil. Er wurde am 7. April 2003 bei Bagdad im Alter von 35 Jahren von einer irakischen Rakete getötet, mit ihm starb der 32-jährige Julio Anguita Parrado, Korrespondent der spanischen Tageszeitung El Mundo.
Nach Liebigs Tod gründeten die Eltern gemeinsam mit seiner Lebensgefährtin Beatrice von Keyserlingk und Kollegen die  Christian-Liebig-Stiftung, welche sich dem Bau und Unterhalt von Schulen in Afrika widmet. Im Jahr 2009 erhielt die Stiftung diesbezüglich vom Verein Kinderlachen den KIND-Award verliehen.